# Eugène Labiche

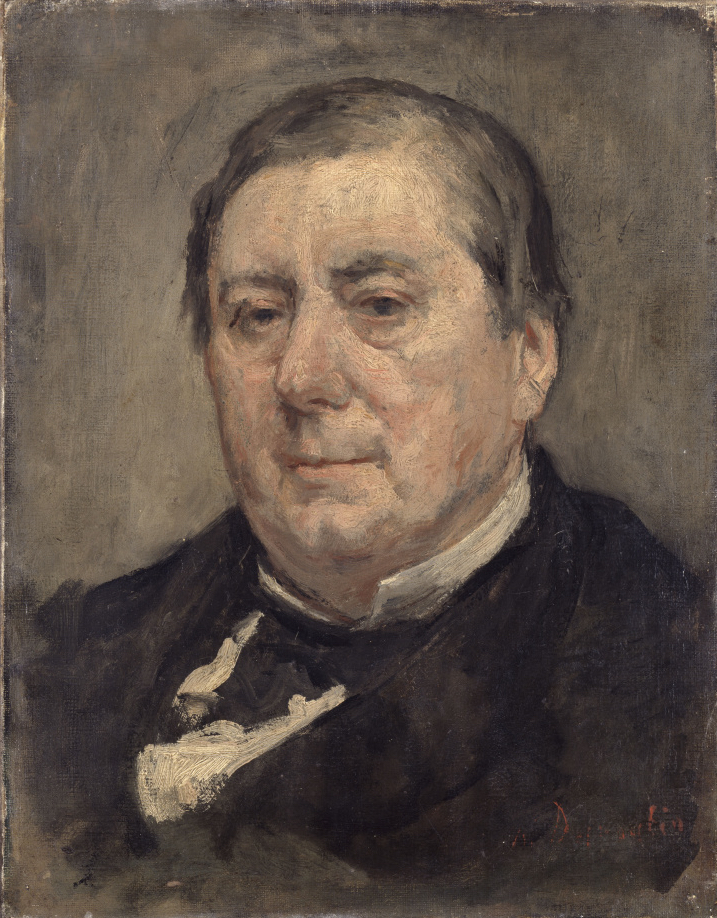
Eugène Marin Labiche.

Eugène Marin Labiche (* 6. Mai 1815 bei Paris; † 22. Januar 1888 in Paris) war ein französischer Lustspieldichter.

## Leben
Eugène Labiche war Sohn eines wohlhabenden Industriellen. Er besuchte das Collège royal de Bourbon. Er bereiste dann Italien, von wo aus er in einigen Pariser Blättern Plaudereien schrieb, die er später unter dem Titel: La clef des champs gesammelt herausgab. 1837 brachte er sein erstes Stück La cuvette d’eau und 1838 die Posse Monsieur de Coislin mit großem Erfolg zur Aufführung.
Mit Wirkung vom November 1880 wurde Labiche als Nachfolger von Ustazade Silvestre de Sacy in die Académie française (Fauteuil 15) aufgenommen.
Er schrieb vier Jahrzehnte hindurch den Pariser Bühnen, hauptsächlich den Genretheatern, eine große Anzahl von Lustspielen, Possen, Vaudevilles und mehr, von denen einige für die Gattung mustergültig geblieben sind. In ihnen reichen sich fast immer ein humanistischer, menschenkundiger und doch nie verletzender Humor, seltene Schlagfertigkeit des Dialogs und sichere Bühnentechnik die Hand.

## Werke (Auswahl)
- La Cuvette d’eau, 1837
- Le Capitaine d’Arcourt ou la Fée du château, 1838
- La Clé des champs, 1839
- La Forge des châtaigniers, 1839
- La Peine du talion, 1839
- L’Article 960 ou la Donation, 1839
- Le Fin Mot, 1840
- Bocquet père et fils ou le Chemin le plus long, 1840
- Le Lierre et l’Ormeau, 1840
- zusammen mit Auguste Lefranc und Anne-Honoré Joseph Duveyrier: Les circonstances atténuantes, 1842 (dt. Der Herzensdieb. Lustspiel in einem Akt, Berlin 1847)
- zusammen mit Auguste Lefranc: Mademoiselle Ma Femme, 1846 (dt. Fräulein Frau. Lustspiel in einem Act, Berlin 1848)
- Un chapeau de paille d’Italie, 1851 (dt. Ein Florentinerhut. Posse, Berlin ca. 1967)
- zusammen mit Marc-Michel: Un monsieur qui prend la mouche, 1852 (dt. Ein reizbarer Herr. Schwank in 1 Aufzug, Leipzig 1887)
- Edgard et sa bonne, 1852 (dt. Edgar’s Kammermädchen. Schwank in 1 Act, Wien 1885)
- Le misanthrope et l’Auvergnat, 1853
- zusammen mit Marc-Michel: La Chasse aux corbeaux, 1853 (dt. Wie man Raben fängt! Posse mit Gesang in 3 Akten, Berlin 1855)
- L’Affaire de la rue de Lourcine, 1857 (dt. Die Affäre der Rue de Lourcine. Komödie in einem Akt, München ca. 1967; auch Die Affäre Rue de Lourcine, Berlin 1988)
- Les petites Mains, 1859 (dt. Kleine Hände. Lustspiel in 3 Aufzügen, Leipzig 1883)
- zusammen mit Édouard Martin: Le voyage de M. Perrichon. Die Reise des Herrn Perrichon. 1860 (dt. Die Lebensretter oder Der Dank eine Bürde. Lustspiel in 4 Aufzügen, Leipzig 1873)
- zusammen mit Marc-Michel: J’invite le colonel!, 1860 (dt. Ich werde den Major einladen. Lustspiel in 1 Aufzug, Leipzig 1880)
- La poudre aux yeux, 1861 (dt. Sand in die Augen! Lustspiel in 2 Aufzügen, Leipzig 1878)
- Célimare le bien-aimé, 1863
- Permettez, madame!, 1863 (dt. Erlauben Sie, gnädige Frau!, Berlin um 1870)
- La Cagnotte, 1864 (dt. Das Sparschwein, deutsche Bearbeitung von Botho Strauß (1973))
- Le point de mire, 1864 (dt. Der Kornpunkt. Schwank in 4 Aufzügen, Leipzig 1886)
- zusammen mit Édouard Martin: Moi, 1864 (dt. Ich! Lustspiel in 3 Acten, Wien ca. 1865; später auch unter dem Titel Die Egoisten)
- zusammen mit Alfred Delacour und mit Musik von Franz Bazin: Le voyage en Chine, 1865 (dt. Die Reise nach China. Komische Oper in drei Acten, Berlin 1867)
- Un pied dans le crime, 1866
- zusammen mit Édouard Martin: La Main leste, 1867 (dt. Eine rasche Hand. Schwank in 1 Aufzug, Berlin 1867)
- Le Dossier de Rosafol, 1869
- Le Choix d’un gendre, 1869
- zusammen mit Gondinet: Le plus heureux des trois,  1870
- Le Cachemire X.B.T., 1870
- Le Livre bleu, 1871 (dt. Das Blaubuch. Lustspiel in 1 Akt, Berlin 1871)
- L’Ennemie, 1871
- Il est de la police, 1872
- La Mémoire d’Hortense, 1872
- Doit-on le dire?, 1872
- Madame est trop belle, 1874 (dt. Die Frau ist zu schön. Lustspiel in 3 Acten, Wien 1875)
- zusammen mit Jacob Edvard Gille: Les trente millions de Gladiator, 1875
- zusammen mit Émile Augier: Le prix Martin, 1876
- zusammen mit Duru: La Clé, 1877

Eine Sammlung seiner Stücke erschien 1879 unter dem Titel Théâtre de Labiche (1879, 10 Bände), mit einem Vorwort von Émile Augier und hatte einen beispiellosen buchhändlerischen Erfolg.

## Rezeption
Sein Lustspiel Moi von 1864 wurde bei den Ruhrfestspielen in Recklinghausen unter dem Titel Ich Ich Ich für den Frankreichschwerpunkt 2015 neu inszeniert.

## Verfilmungen
- 1928: Der Florentiner Hut (Un chapeau de paille d’Italie) – Regie: René Clair
- 1928: Die beiden Schüchternen (Les Deux timides) – Regie: René Clair
- 1939: Der Florentiner Hut – Regie: Wolfgang Liebeneiner
- 1943: Les deux timides – Regie: Yves Allégret
- 1967: Ein Florentiner Hut – Regie: Kurt Wilhelm
- 1971: Der Strohhut (Slaměný klobouk) – Regie: Oldřich Lipský

## Belege
1. ↑  "Ich Ich Ich" bei den Ruhrfestspielen: Salonkomödie der Egomanen, Rezension von Stefan Keim im Deutschlandradio Kultur vom 3. Mai 2015

| Personendaten    | Personendaten                              |
| ---------------- | ------------------------------------------ |
| NAME             | Labiche, Eugène                            |
| ALTERNATIVNAMEN  | Labiche, Eugène Marin (vollständiger Name) |
| KURZBESCHREIBUNG | französischer Lustspieldichter             |
| GEBURTSDATUM     | 6. Mai 1815                                |
| GEBURTSORT       | bei Paris                                  |
| STERBEDATUM      | 22. Januar 1888                            |
| STERBEORT        | Paris                                      |